# Славотин
Сла̀вотин е село в Северозападна България. То се намира в община Монтана, област Монтана.

## География
Селото се намира на 20 км от град Монтана. Възрастовата структура е 20-95 години. Отглеждат се много малко животни, но животът там е прекрасен за тези, които работят.

## История
Според местните предания името на селото идва от името на свинаря Славо. Селото се е намирало на друго място, където нямало вода и хората били принудени да я носят отдалеч. Свинарят Славо забелязал, че свинете, които пасе всеки ден се връщат кални. Решил да ги проследи и те го отвели до един извор. Селото се преместило до извора, а от думите „Слава ти“ и името на свинаря Славо днес произлиза името Славотин.

## Религии
Населението на Славотин е изцяло съставено от православни християни. Интересен е обичаят на местните жители покойниците да бъдат погребвани в подземни гробни камери. В гробищния парк на селото има паметник на монаси от близък манастир, изклани от турците по време на Чипровското въстание през 1688 г.

## Личности
В Славотин са родени:
- Емил Коралов (1906-1986), писател
- Силви Кирилов (р. 1950), лекар и народен представител